# Campionatul Mondial de Scrimă din 1957
Campionatul Mondial de Scrimă din 1957 s-a desfășurat la Paris, Franța.

## Rezultate

### Masculin
| Probă                 | Aur | Argint | Bronz |
| Spadă la individual   | Armand Mouyal (FRA)                                                                                             | Árpád Bárány (HUN)                                                                                              | Franco Bertinetti (ITA)                                                                                        |
| Spadă pe echipe       | Italia Giorgio Anglesio Franco Bertinetti Giuseppe Delfino Gianluigi Saccaro Carlo Pavesi Alberto Pellegrino    | Ungaria · Lajos Balthazár · Árpád Bárány · Barnabás Berzsenyi · Ferenc Czvikovszky · Tamás Gábor · István Kausz | Marea Britanie Raymond Harrison William Hoskyns Michael Howard Allan Jay John Pelling Ralph Sproul-Bolton      |
| Floretă la individual | Mihály Fülöp (HUN)                                                                                              | Mark Midler (URS)                                                                                               | Allan Jay (GBR)                                                                                                |
| Floretă pe echipe     | Ungaria · Ferenc Czvikovszky · Mihály Fülöp · József Gyuricza · Jenö Kamuti · Endre Tilli                       | Franța Claude Bancilhon Bernard Baudoux Roger Closset René Coicaud Christian d'Oriola Claude Netter             | Italia Aldo Aureggi Giancarlo Bergamini Luigi Carpaneda Vittorio Lucarelli Alberto Pellegrino Antonio Spallino |
| Sabie la individual   | Jerzy Pawłowski (POL)                                                                                           | Rudolf Kárpáti (HUN)                                                                                            | Tamás Mendelényi (HUN)                                                                                         |
| Sabie pe echipe       | Ungaria · Aladár Gerevich · Zoltán Horváth · Rudolf Kárpáti · Pál Kovács · József Szerencsés · Tamás Mendelényi | Uniunea Sovietică Evgeny Cerepovski Lev Kuznețov Leonid Lejtman Iakov Rîlski David Tîșler                       | Polonia Jerzy Pawłowski Wojciech Zabłocki Zygmunt Pawlas Andrzej Piątkowski Marian Kuszewski Ryszard Zub       |

### Feminin
| Probă                 | Aur | Argint                                                              | Bronz                                                                                    |
| Floretă la individual | Aleksandra Zabelina (URS)                                                                                 | Heidi Schmid (FRG)                                                  | Irene Camber (ITA)                                                                       |
| Floretă pe echipe     | Italia Cristiana Bortolotti Irene Camber Velleda Cesari Bruna Colombetti Leopolda Predaroli Jenny Zanelli | RFG Helmi Höhle Ilse Keydel Else Ommerborn Heidi Schmid Helga Stroh | Austria Waltraut Ebert Helga Gnauer Maria Grötzer Luise Gruss Helga Kathlein Ellen Preis |

## Clasament pe medalii
Țara-gazdă
| Loc | Țară                       | Aur | Argint | Bronz | Total |
| --- | -------------------------- | --- | ------ | ----- | ----- |
| 1   | Ungaria                    | 3   | 3      | 1     | 7     |
| 2   | Italia                     | 2   | 0      | 3     | 5     |
| 3   | Franța                     | 1   | 1      | 0     | 2     |
| 4   | Uniunea Sovietică          | 1   | 1      | 0     | 2     |
| 5   | Polonia                    | 1   | 0      | 1     | 2     |
| 6   | RFG                        | 0   | 2      | 0     | 2     |
| 7   | Statele Unite ale Americii | 0   | 1      | 0     | 1     |
| 8   | Regatul Unit               | 0   | 0      | 2     | 2     |
| 9   | Austria                    | 0   | 0      | 1     | 1     |